# Grand Chiffre

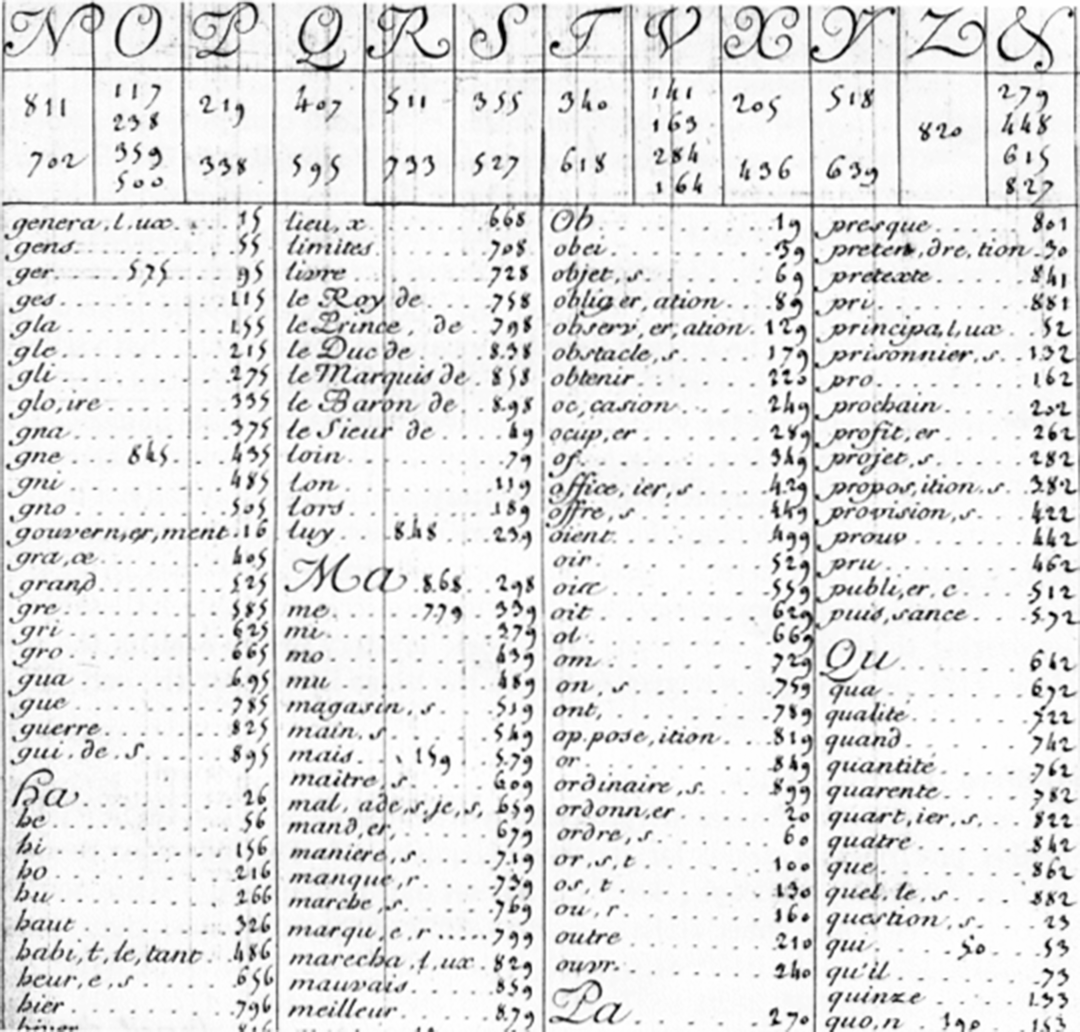
Une partie d'une nomenclature typique utilisée pendant le règne de Louis XIV (journal Cryptologie, janvier 2005, volume XXIX, numéro 1, p. 47. Image de Paris, Service historique ...... Archives Série A.).

Dans l'histoire de la cryptographie, le « Grand Chiffre » était un chiffrement par substitution à répertoire destiné aux messages ultra-secrets et développé par les Rossignol, dont plusieurs générations travaillèrent pour la couronne de France comme cryptologues. Ils développèrent aussi le « Petit Chiffre » pour les communications à caractère simplement confidentiel. Réputé incassable, il est tombé en désuétude, son secret ayant disparu avec le décès de ses auteurs. En conséquence, les archives qu'il a servi à chiffrer (documents diplomatiques notamment) sont longtemps restées illisibles.
Antoine Rossignol et son fils Bonaventure inventèrent un code utilisant 587 nombres différents et qui était si résistant qu'il déconcerta les cryptanalystes pendant des siècles jusqu'à ce que le cryptanalyste militaire Étienne Bazeries, à la requête d'un historien, finisse par le décrypter vers 1893, après trois années de travail, réalisant que chaque nombre représentait une syllabe de la langue française plutôt qu'une seule lettre comme les codes traditionnels. Il estima qu'une séquence particulière et répétée de nombres, 124-22-125-46-345, représentait « les ennemis » et de cette information il décoda entièrement le chiffrement. Une des particularités de ce chiffre était d'introduire des éléments inutiles et redondants dans le but de mener le cryptanalyste sur une fausse piste. On pouvait par exemple rencontrer un code qui signifiait « ignorer la syllabe précédente ».
Dans une des lettres finalement déchiffrées, apparaissait une solution possible au mystère de l'homme au masque de fer. Cela concernait un général du nom de Vivien de Bulonde. La lettre disait :

« Sa Majesté sait mieux que n'importe qui les conséquences de cet acte et elle est consciente de combien notre insuccès à prendre la place sera préjudiciable à notre cause, un échec qui doit être réparé en hiver. Sa Majesté désire que vous arrêtiez le général Bulonde et le fassiez conduire à la forteresse de Pignerol, où il sera enfermé en cellule gardée la nuit et lui sera permis de sortir le jour, avec un 330 309. »

## Sources
- (en) Simon Singh, The Code Book: The Science of Secrecy from Ancient Egypt to Quantum Cryptography. New York: Anchor Books, 1999.  (ISBN 0-385-49532-3)